# Presidente Lucena

Un mapa de locacion de Presidente Lucena.

Presidente Lucena es un municipio brasileño del estado de Rio Grande do Sul.
Se encuentra ubicado a una latitud de 29º31'10" Sur y una longitud de 51º10'41" Oeste, estando a una altitud de 75 metros sobre el nivel del mar. Su población estimada para el año 2004 era de 2.141 habitantes.
Ocupa una superficie de 49,515 km².
- Datos: Q224690
- Multimedia: Presidente Lucena / Q224690